# Orde van de Kroon van Maleisië
De Meest Hooggeachte Orde van de Kroon van Maleisië of "Darjah Yang Mulia Seri Mahkota Malaysia" is een op 15 april 1966 door de koning van de Federatie Malesië, Sultan Ismail Nasiruddin Shah van Terengganu, ingestelde ridderorde. De orde wordt voor bijzondere verdienste tijdens het uitoefenen van invloedrijke functies toegekend in drie graden.
- Seri Setia Mahkota of Grootcommandeur. De 25 dragers mogen de letters SSM achter hun naam plaatsen. Ze worden als "Tun" in de adelstand opgenomen.

- Panglima Setia Mahkota of Commandeur. De 250 Commandeurs mogen de letters PSM achter hun naam plaatsen. Ze worden als "Tan Sri" in de adelstand opgenomen.

en 
- Johan Setia Mahkota of Companion. De 800 Companions mogen de letters JSM achter hun naam plaatsen.

De orde volgt met zijn drie graden het voorbeeld van de Britse Orde van Sint Michael en Sint George die de Maleisische Sultans goed bekend was. Opvallend is dat een Maleisische commandeur niet noodzakelijkerwijs een kleinood aan een lint om de hals draagt. Ook hier zou men in Europa van een grootkruis spreken. 	
De keten van de Grootcommandeurs is van zilver. Men draagt het kleinood, een ster met veertien punten met een blauwe ring waarbinnen een kroon, aan de keten of aan een grootlint.Op de linkerborst dragen de eerste twee graden een ster.
De companions dragen hun ster aan een lint om de hals.